# Alexz Johnson

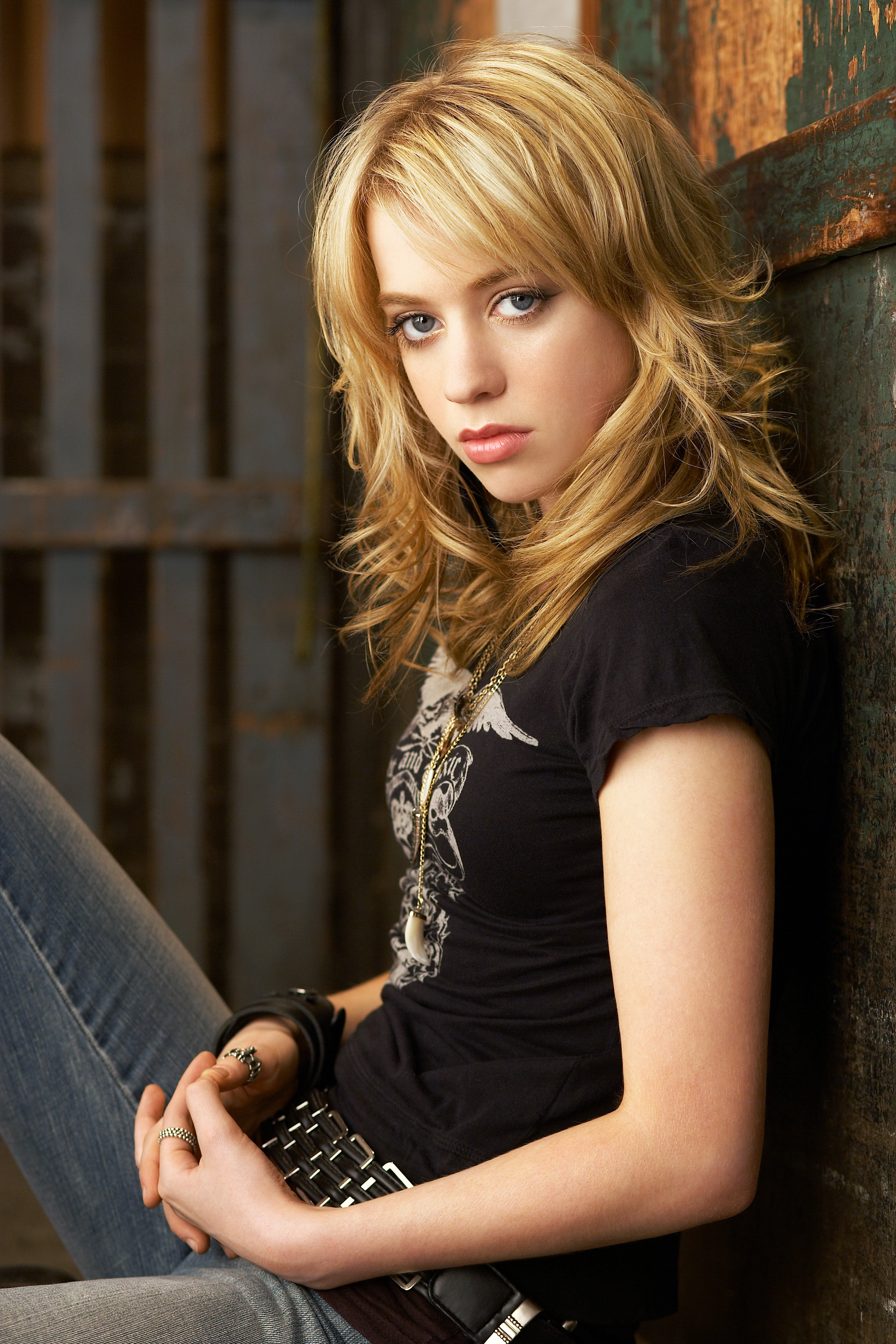
Alexz Johnson (2008)

Alexzandra Spencer Johnson (* 4. November 1986 in New Westminster, British Columbia; kurz Alexz Johnson) ist eine kanadische Schauspielerin und Sängerin. Sie ist in Deutschland vor allem durch ihre Rolle als Jude Harrison in der kanadischen Serie Instant Star bekannt geworden.

## Frühe Jahre
Alexz Johnson wurde am 4. November 1986 in New Westminster, British Columbia (Kanada) geboren. Sie ist das Sechste von zehn Kindern der Familie Johnson. Eine ihrer Schwestern ist Theaterschauspielerin und ihr Bruder Brendan ist Musiker und schreibt mit ihr zusammen ihre Lieder.
Bereits im Alter von drei Jahren wollte Alexzandra oft für ihre Großfamilie singen. Mit sieben Jahren bekam sie Gesangsunterricht und nahm mit ihrem Jugendchor an verschiedenen Veranstaltungen teil, woraufhin Soloauftritte beispielsweise in ihrer Schule folgten. Sie nahm an vielen Talentwettbewerben teil und gewann 1997 im Alter von 11 Jahren einen kanadischen Nationalhymnencontest, bei dem ihre Interpretation der kanadischen Nationalhymne im nationalen Fernsehen zu sehen war. Dies führte zu zahllosen Radio- und Fernsehinterviews und machte sie auch im Management verschiedener Plattenfirmen bekannt. Noch im selben Jahr wurde sie außerdem von der Tageszeitung Vancouver Sun zur besten Hymnensängerin des Jahres gewählt.
Daraufhin sang sie auch bei Spielen der Vancouver Canucks (NHL Hockeyteam) und der Vancouver Grizzlies (NBA Basketballteam) die Nationalhymne, außerdem trat sie bei Wohltätigkeitsveranstaltungen und Messen in British Columbia auf, ebenso bei den B.C. Summer Games. Am Neujahrsabend 1999 trat sie mit 12 Jahren bei Planet Hollywood auf.
Mit ihrer extravertierten Persönlichkeit begann sie auch zu schauspielern. So bekam sie unter anderem Rollen in verschiedenen Werbespots. Mit 13 Jahren bewarb sie sich um eine Rolle in der Disney-Serie So Weird (dt.: Fionas Website), für deren letzte Staffel eine Schauspielerin gesucht wurde, die auch singen kann. Nach ihrem Vorsprechen wurde Johnson die Rolle sofort angeboten. Dadurch konnte sie viele Fans für sich gewinnen, sowohl durch ihren Gesang als auch durch ihre schauspielerische Leistungen. Sie wirkte auch am unveröffentlichten Soundtrack zu So Weird mit.
Auch am Schreiben von Songs zeigte Johnson Interesse und schrieb einen der Songs für die Serie selbst. Auch nachdem diese geendet hatte, behielt sie dieses Interesse bei und wurde dabei von ihrem Bruder Brendan unterstützt. Daraufhin lernte sie Gitarre spielen. Nebenbei arbeitete sie als Demosängerin an verschiedenen Projekten und machte ein Demoband ihrer eigenen Musik, um damit zu den Plattenlabeln zu gehen. Mehrere Plattenlabel boten Johnson Verträge an, doch sie lehnte ab, da sie die kreative Kontrolle behalten wollte.

## Karriere

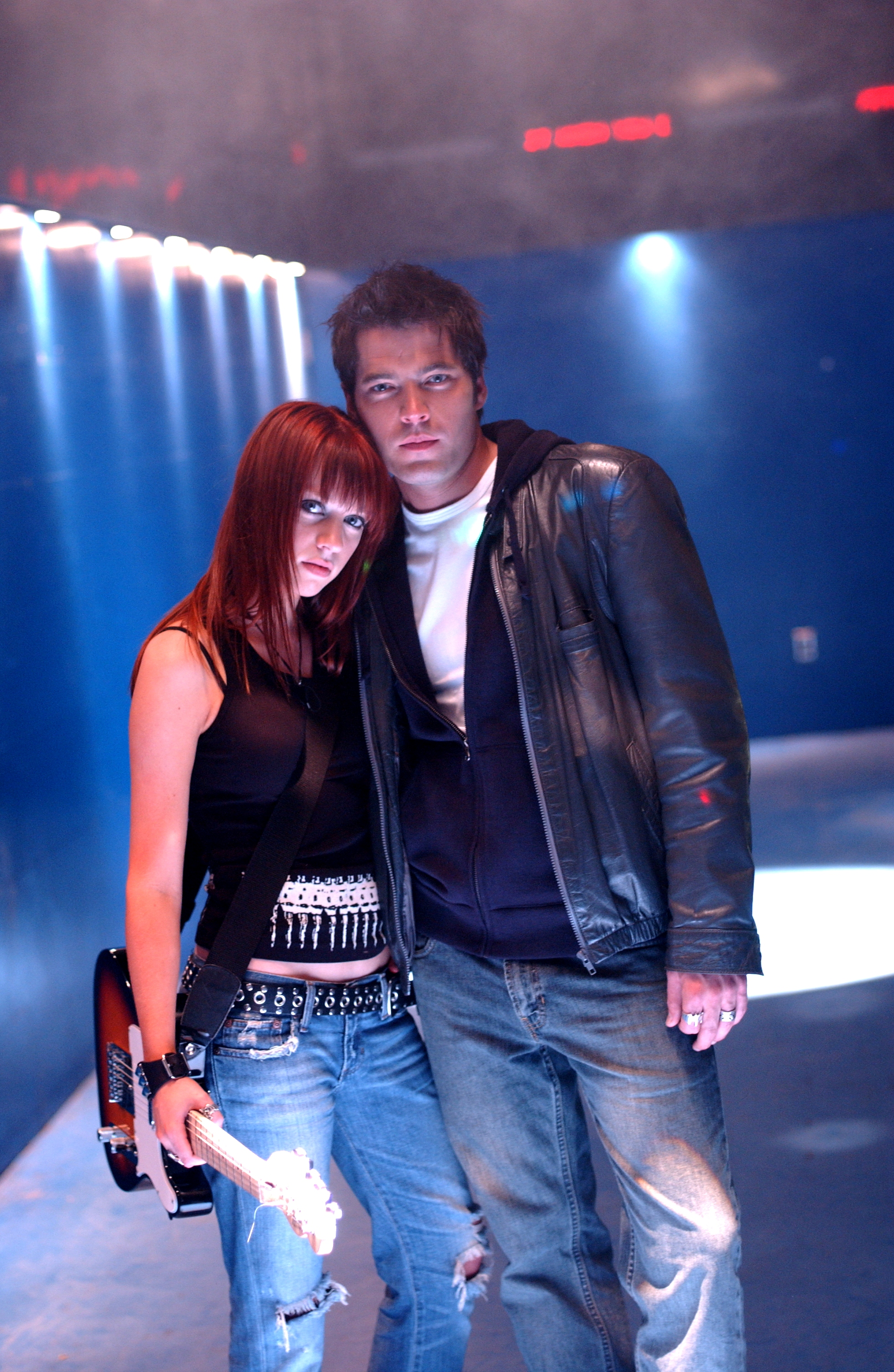
Alexz Johnson und Tim Rozon bei den Dreharbeiten zu Instant Star

Im Frühjahr 2004 kam Linda Schuyler während der Arbeiten zu Canadian Idol (kanadisches Gegenstück zu Deutschland sucht den Superstar) die Idee, eine Fernsehserie zu produzieren, die das Auf und Ab in der Karriere und im Privatleben eines Castingshowgewinners widerspiegeln sollte. Schuyler und Stephen Stohn veranstalteten eine dreimonatige Suche in ganz Kanada, um jemanden für die Hauptrolle zu finden. Dabei stießen sie auf Alexz Johnson, die ausgesucht wurde, die Rolle von Jude Harrison in der neuen Serie Instant Star zu spielen. Johnson sang alle Songs der Serie selbst ein und steuerte auch selbstgeschriebene Songs bei.
2006 entschied Johnson sich, bei einem Vorsprechen für die Rolle der Julie Christensen in Final Destination 3 teilzunehmen. Am Tag des Vorsprechens erschien sie komplett im schwarzen Outfit (sie gab später zu, schlechte Laune gehabt zu haben). Die Castingdirektoren entschieden, dass sie perfekt für die Rolle der Erin Ulmer geeignet sei, ein sehr gebildeter Charakter, jedoch immer schwarz gekleidet. Auch in anderen Filmen wie Devils Diary und Stranger with my Face wirkte sie während der Arbeiten zu Instant Star mit.
Nachdem die Serie Instant Star überraschend eingestellt worden war, entschied Alexz Johnson sich, sich nun mehr auf ihre Musikkarriere zu konzentrieren. Da sie während der Instant Star Dreharbeiten immer weiter an ihren eigenen Songs gearbeitet hatte, suchte sie nun nach einem passenden Plattenlabel. Am 15. Februar 2008 kündigte Johnson in ihrem MySpace-Blog an, dass sie einen Plattenvertrag mit dem Label Epic Records, Teil der Sony-BMG-Gruppe, unterschrieben hatte und ihr Album im Herbst veröffentlichen werde. Am 11. Juni 2008 wurden bereits fünf Songs (Swallowed, Running with the Devil, Chicago, Easy und Golden) auf ihrer MySpace-Seite veröffentlicht, die auf dem kommenden Album enthalten sein sollten. Durch Umstrukturierungen beim Label Epic Records wurden im August 2009 jedoch mehrere Künstler aus den Plattenverträgen entlassen, unter ihnen auch Johnson. Dadurch verlor sie auch alle ihre bisher bei Epic Records aufgenommenen Songs.
Nach neuen Aufnahmen und ihrem neuen Plattenvertrag bei Laydee Spencer Music Inc konnte sie am 30. März 2010 endlich ihr Album Voodoo veröffentlichen. Dieses Album wurde von The Demolition Crew noch einmal überarbeitet und neu aufgenommen, um die Songs „radiofreundlicher“ zu machen. Voodoo Reloaded wurde am 26. April 2011 veröffentlicht.
Mit ihrem Bruder Brendan Johnson veröffentlichte sie im August 2011 außerdem noch die EP The Basement Recordings. Im Mai 2012 folgte The Basement Recordings II und im Februar 2013 The Basement Recordings III.
Im Februar 2012 startete Alexz Johnson über die Crowdfunding-Plattform Kickstarter einen Aufruf, um Geld für eine US-Tour zu sammeln. Innerhalb von drei Tagen hatte sie bereits 50.000 US-Dollar zusammen, wobei ihr Ziel 30.000 US-Dollar innerhalb von 60 Tagen gewesen war. Dies ermöglichte Johnson ihre Skipping Stone Tour durch die Vereinigten Staaten und Kanada im Sommer 2012. Der Tourname basiert auf der im April 2012 veröffentlichten EP Skipping Stone. Die Tour wurde von der Dokumentarfilmerin und Fotografin Jessica Earnshaw begleitet. Diese veröffentlichte regelmäßig Fotos der Liveauftritte Johnsons in einem Tourblog. Außerdem entstand die Dokumentation The Skipping Stone Documentary, die zusammen mit einem Livealbum der Tour und einem Fotoband im Dezember 2012 veröffentlicht wurde.
Im Frühjahr 2013 tourte Alexz Johnson, gemeinsam mit Charlene Kye sowie Jay Stolar und Misty Boyce, erneut durch Nordamerika. Im Januar und Februar 2014 tourte sie durch Europa und besuchte Großbritannien, Irland, Deutschland, Schweden und die Niederlande. Sie war der Tour Support für Wakey!Wakey! und Ron Pope.
Am 18. Februar 2014 veröffentlichte sie ihre EP Heart.

## Diskografie

### Alben
- 2005: Songs from Instant Star
- 2006: Songs from Instant Star Two
- 2007: Songs from Instant Star Three (USA/UK)
- 2008: Songs from Instant Star Four (USA/UK)
- 2009: Songs from Instant Star Greatest Hits (USA/UK)
- 2010: Voodoo
- 2011: Voodoo Reloaded
- 2012: Live from the Skippin Stone Tour
- 2020: Still Alive

### EPs
- 2011: The Basement Recordings (USA/UK)
- 2012: The Basement Recordings 2 (USA/UK)
- 2012: Skipping Stone (USA/UK)
- 2013: The Basement Recordings 3 (USA/UK)
- 2014: Heart

### Singles
- 2005: 24 Hours
- 2006: How Strong Do You Think I Am
- 2007: Where Does It Hurt (USA/UK)
- 2010: Trip Around The World
- 2011: Boogie Love
- 2011: Look At Those Eyes
- 2011: Skipping Stone
- 2012: Walking
- 2013: American Dreamer

## Filmografie

### Filme
- 2005: Falcon Beach (Fernsehfilm)
- 2005: Selling Innocence (Fernsehfilm)
- 2005: Kifferwahn (Reefer Madness, Fernsehfilm)
- 2006: Final Destination 3
- 2007: Devil’s Diary: Schreib hinein, es wird so sein (Devil’s Diary, Fernsehfilm)
- 2009: Stranger With My Face (Fernsehfilm)
- 2013: House of Bodies
- 2017: The Wasting

### Fernsehserien
- 2000–2001: Fionas Website (So Weird, 26 Folgen)
- 2004–2008: Instant Star (52 Folgen)

### Gastauftritte
- 2004: The Chris Isaak Show (Folge Taking Off)
- 2004: The Collector (Folge The Ice Skater)
- 2004: Cold Squad (Folge Teen Angel)
- 2004: Doc (Folge Till We Meet Again)
- 2005: Sue Thomas: F.B.I. (Folge Bad Girls)
- 2006: Degrassi: Minis (Folge I’m a Degrassi, I’m an Instant Star)
- 2009: Smallville (Folge Legion)
- 2011: The Listener – Hellhörig (The Listener, Folge Jericho)
- 2011: Haven (Folge Roots)
- 2014: Blue (vier Folgen)